# Macrorhynchia nuttingi
Macrorhynchia nuttingi är en nässeldjursart som först beskrevs av Edward Hargitt 1927.  Macrorhynchia nuttingi ingår i släktet Macrorhynchia och familjen Aglaopheniidae. Inga underarter finns listade i Catalogue of Life.